# Matzahboller
Matzahboller, også kendt som קניידלעך kneydlach (pl.)  (kneydl, singular) på Yiddish, (også kneydls, matza balls, matzoh balls, eller matzo balls) er traditionelle Ashkenazi(Øst-Europæisk Jøde) boller lavet af Matzahmel. Matzahmel er mel, lavet af ugæret brød. Det minder i en vis grad om knækbrød.
Det er en af de helt store madtraditioner at lave Matzahboller til den jødiske påske (pesach). Eftersom man jo ikke må spise eller have nogen former for gærede produkter i sit hus.
Et typisk påskemåltid hvor der indgår matzahbrød, kunne se sådan ud:
1. Haroshet – som er en kompot lavet af æbler, rosiner, mandler og kanel. Den skal minde om den ler som israelitterne lavede teglsten af i Egypten.
2. Maror, som er bitre urter lavet af bl.a. peberrod. Det skal minde om de trængsler israelitterne måtte igennem under Farao
3. Persille eller anden salat, som dyppes i saltvand og derefter spises til minde om de salte tårer forfædrene græd da de råbte til Gud om hjælp
4. Saltvand som minder om fædrenes tårer
5. En lammeknokkel eller et ben fra et andet dyr, som en påmindelse om påskelammet hvis blod man smurte på dørstolperne
6. Et hårdkogt æg, som også kaldes Chagiga, og som symboliserer det ekstra offer man bragte i templet ved festerne.

| Mad og drikke | Spire Denne artikel om mad og drikke er en spire som bør udbygges. Du er velkommen til at hjælpe Wikipedia ved at udvide den. |